# Cubana de Aviación
Cubana de Aviación é uma companhia áerea cubana.Comumente conhecida como Cubana, é a maior empresa aérea de Cuba e tem sua sede em Havana. A empresa foi fundada em 8 de outubro de 1929, e foi umas das fundadoras da IATA tem sua sede em Havana, Cuba. A principal base é o Aeroporto Internacional José Martí. Em 2019 a empresa aérea celebra seu 90.º aniversário.
Cubana tem 32 escritórios internacionais e 13 escritórios em Cuba. Até maio 1959, a empresa aérea era controlada por investidores cubanos quando então foi estatizada pelo governo Cubano tendo como nome oficial Cubana de Aviación S.A.

## História
A empresa foi fundada em 8 de Outubro de 1929 quando em todo mundo existiam apenas 29 empresas aéreas. Começou como Compañía Cubana Nacional de Aviación Curtiss mostrando a sua associação com a fabricante aérea americana Curtiss. Iniciou seus primeiros voos nacionais em 1930 e já em 1932 foi vendida para a gigante americana PanAm, que retirou Curtiss do nome da empresa. Em 1944 o nome da empresa muda novamente para Compañía Cubana de Aviación. Em 1945 a PanAm perde a maioria das ações da empresa que ficam na mão de investidores cubanos ficando com 42% da companhia.
O primeiro voo internacional é realizado em maio de 1945 para Miami usando aviões DC-3 tornando a Cubana a primeira empresa latino-americana a voar para Miami. Inicia em junho de 1948 sua rota transatlântica Havana-Madri com escalas nas Bermudas, Açores e em Lisboa utilizando aviões DC-4. A empresa foi novamente umas das pioneiras da América Latina a estabelecer voos para a Europa. Em maio de 1959 ocorre a estatização da empresa que tem seu nome alterado para Empresa Consolidada Cubana de Aviación.
Após o rompimento de relações de Cuba com os Estados Unidos em 1961 e do embargo imposto em 1962 a empresa passou a buscar na União Soviética e no leste europeu a expansão de suas linhas e novas aeronaves. Em 1961 inicia a rota Havana-Praga ainda com os Bristol Britannia em associação com a CSA Czech Airlines e com a Aeroflot para Moscou realizando o maior voo sem escalas na época com 18 horas de duração.
Na década de 90 após o colapso da União Soviética a companhia passou a ter sérios problemas na manutenção de seus aviões pela carência de peças no mercado tendo inclusive que canibalizar um Ilyushin Il-62. Sem a ajuda soviética e com o embargo americano impedindo as vendas de aviões e peças americanas a companhia passou por sérios problemas tendo inclusive que manter alguns aviões operando além do tempo esperado. Em 2004 iniciou-se um processo de renovação da frota com a compra de novas aeronaves russas gastando até 100 milhões de dólares por ano até 2012.

## Frota

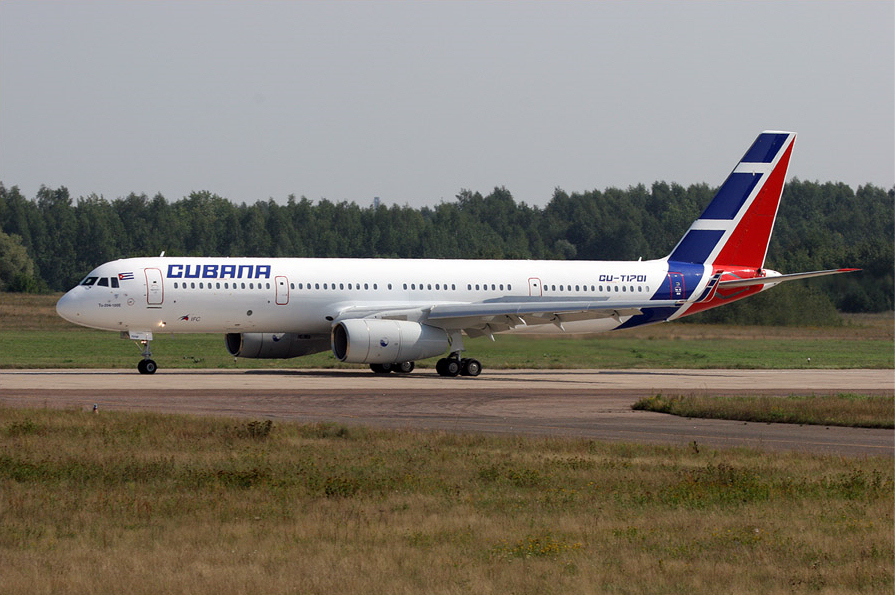
Tupolev Tu-204 da Cubana de Aviación.

Até 13 de Janeiro de 2024, a frota da empresa estava composta pelas seguintes aeronaves:
- 3 Antonov AN-158
- 1 ATR 42-500
- 1 ATR 72-200
- 3 Ilyushin IL-96
- 2 Tupolev TU-204

Total:10 Aeronaves